# Namaquarachne
Genre
Namaquarachne est un genre d'araignées aranéomorphes de la famille des Phyxelididae.

## Distribution
Les espèces de ce genre sont endémiques d'Afrique du Sud. Elles se rencontrent au Cap-du-Nord et au Cap-Occidental.

## Liste des espèces
Selon World Spider Catalog (version 17.5, 13/09/2016) :
- Namaquarachne angulata Griswold, 1990
- Namaquarachne hottentotta (Pocock, 1900)
- Namaquarachne khoikhoiana Griswold, 1990
- Namaquarachne thaumatula Griswold, 1990
- Namaquarachne tropata Griswold, 1990

## Publication originale
- Griswold, 1990 : A revision and phylogenetic analysis of the spider subfamily Phyxelidinae (Araneae, Amaurobiidae). Bulletin of the American Museum of Natural History, no 196, p. 1-206 (texte intégral).